# Liebfrauenbasilika (Dadizele)

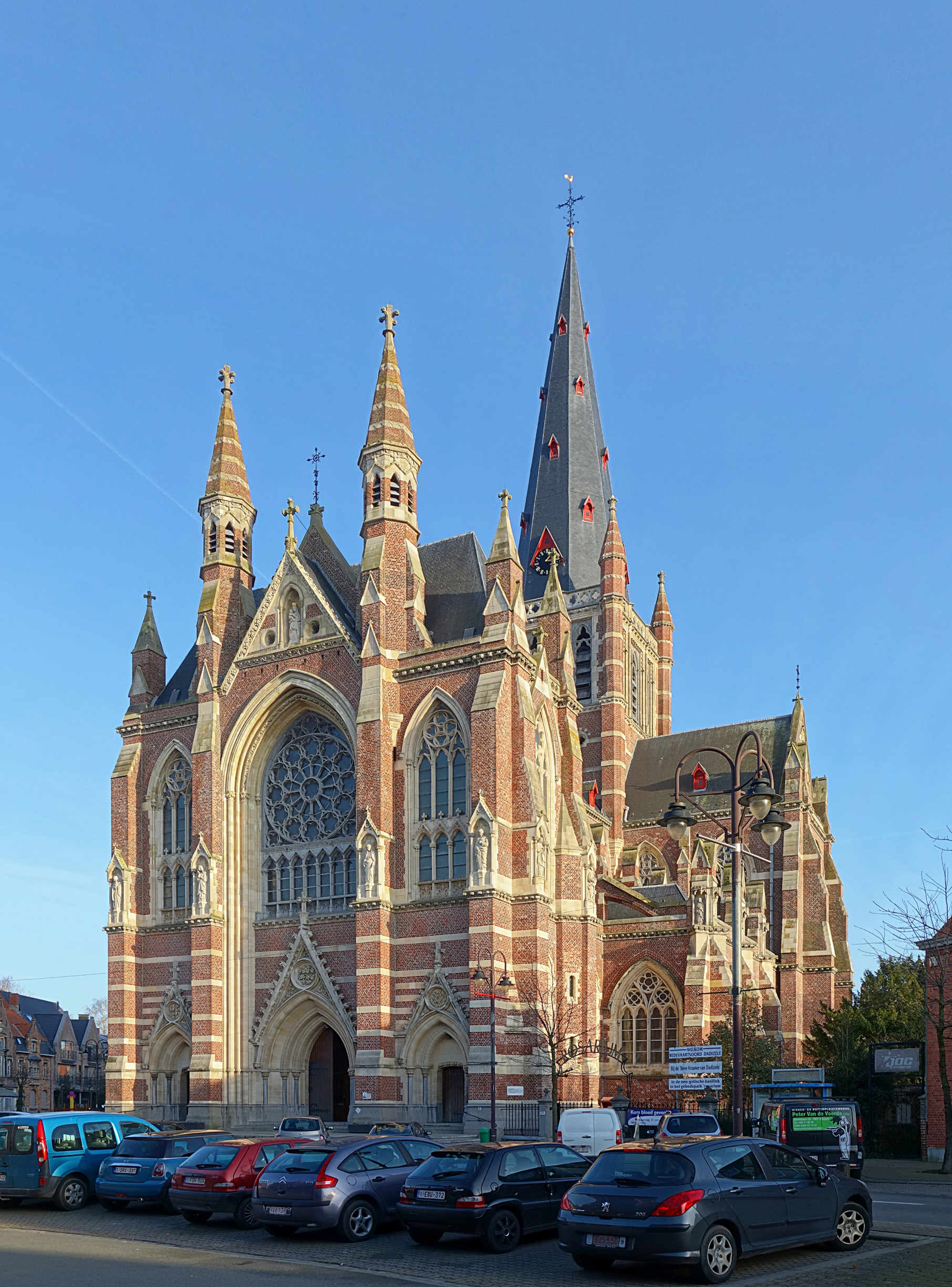
Fassade der Basilika

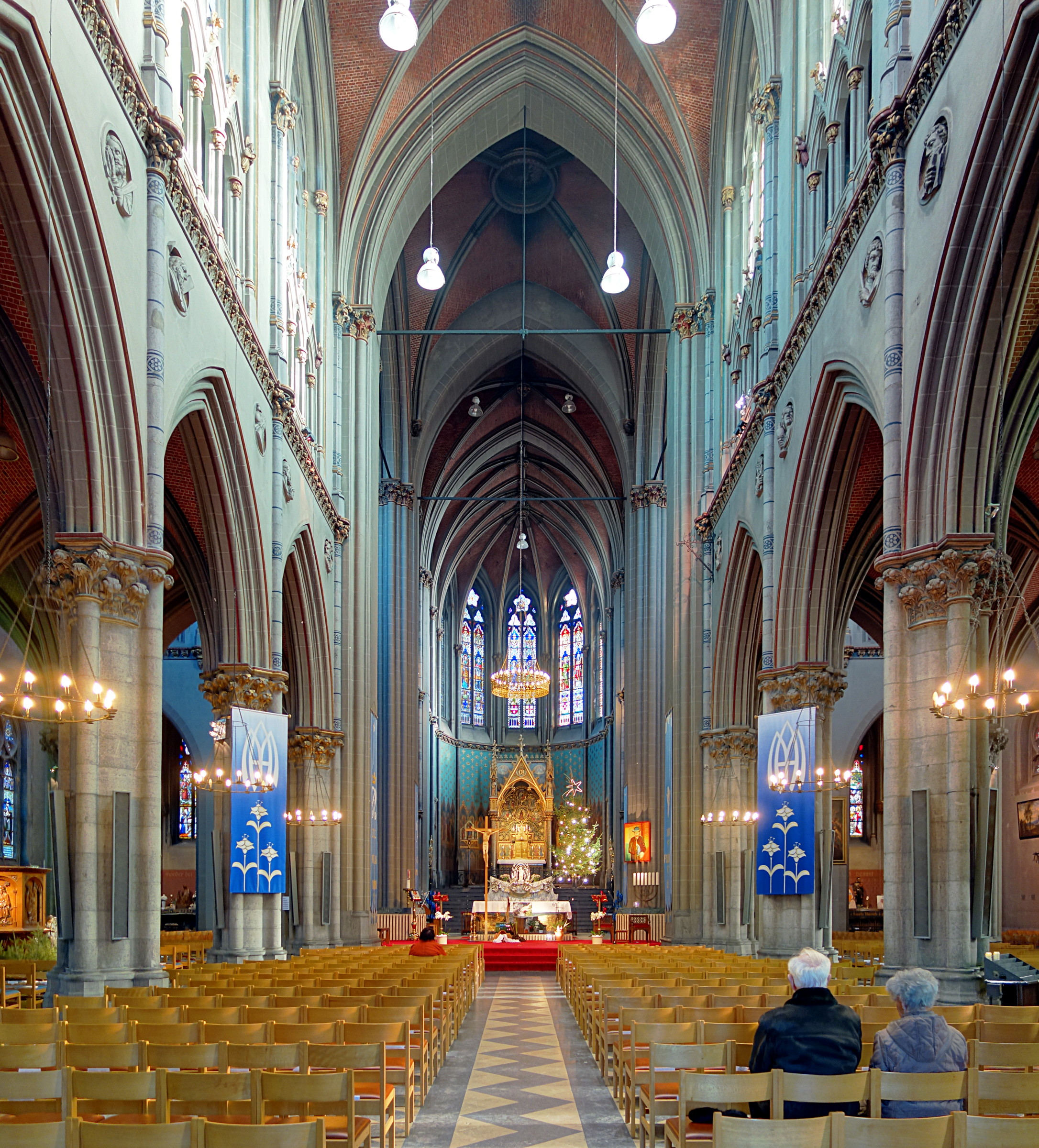
Innenraum

Die Basilika Unserer Lieben Frau von Dadizele (niederländisch Basiliek Onze-Lieve-Vrouw van Dadizele) ist eine römisch-katholische Kirche in Moorslede, Belgien. Die Liebfrauenkirche des Bistums Brügge trägt den Titel einer Basilica minor.

## Geschichte
Dadizele war bereits im 14. Jahrhundert ein berühmter Wallfahrtsort. Die Basilika ersetzte eine spätgotische Wallfahrtskirche aus dem 15. Jahrhundert. Sie wurde anlässlich der Verkündigung der Dogma-Erklärung der Unbefleckten Empfängnis Mariens am 8. Dezember 1854 auf Initiative von Bischof Joannes-Baptista Malou errichtet. Der Grundstein wurde am 8. September 1857 gelegt und am 1. September 1867 wurde die erste heilige Messe gelesen. Papst Leo XIII. verlieh der Kirche am 31. Januar 1882 den Rang einer Basilica minor: neben der Heilig-Blut-Basilika in Brügge die einzige Basilika im Bistum Brügge. Die Basilika wird besonders während der Wallfahrten in den Monaten Mai und September besucht.

## Architektur
Die Basilika wurde im neugotischen Stil des englischen Architekten Augustus Pugin von seinem Sohn Eduard Welby Pugin mit Korrekturen erbaut, nach dessen Tod 1875 wurden die Pläne von Jean-Baptiste Bethune umgesetzt. Die Kirche besitzt ein fünfschiffiges Langhaus, ein Querschiff, einen Chor sowie eine Krypta. Die Buntglasfenster stammten ursprünglich von A. Verhaegen, der auch den Vierungsturm entwarf, der 1895 fertiggestellt wurde. In der Kirche ist die Alabasterstatue aus dem 15. Jahrhundert mit der Statue Unserer Lieben Frau von Dadizele zu sehen. Es fanden wiederholte Restaurierungen statt.

## Ausstattung
Das Grabmal des Bürgermeisters von Dadizele, Jan van Veerdeghem, befindet sich in der Krypta der Basilika. Er wurde 1479 von Erzherzog Maximilian von Österreich zum Ritter geschlagen und 1481 in Antwerpen auf feige Weise ermordet. Er spielte eine herausragende Rolle bei der Bewältigung der Konflikte zwischen dem Erzherzog und den Städten und zwischen dem Erzherzog und dem französischen König Ludwig XI.
Die Orgel ist ein Werk von Jules Anneessens aus dem Jahr 1924 mit 24 Registern auf zwei Manualen und Pedal.